# هیلبرت ۱۲۰۲۲
سیارک ۱۲۰۲۲ (به انگلیسی: 12022 Hilbert، نامگذاری:1996XH26) دوازده هزار و بیست و دومین سیارک کشف شده‌است که در ۱۵ دسامبر ۱۹۹۶ کشف شد.
قدر مطلق سیارک برابر ۱۵٫۵۰ است.